# 대동천 (서울)
대동천(大東川)은 서울특별시 강북구 수유동 북한산에서 발원하여 덕성여자대학교 인근에서 우이천으로 흘러드는 지방하천이다. 우이천으로 합류하는 지점부터 약 400m 구간은 복개되어 도로로 쓰이고 있다. 북한산성 대동문(大東門) 인근에서 발원하여 붙은 이름이다.